# 호레이쇼 게이츠
호레이쇼 로이드 게이츠(Horatio Lloyd Gates, 1727년말 - 1806년 4월 10일)는 미국 독립 전쟁 중의 대륙군 장군이다. 게이츠는 새러토가 전투에서 대륙군의 승리에 공헌했지만, 캠던 전투에서의 대패에 대한 책임을 져야한다는 비난도 있다.

## 생애
호레이쇼 게이츠는 잉글랜드 에섹스에 있는 모로돈 마을에서 볼턴 공작 안주인 가정부의 아들로 태어났다. 1728년 4월 30일 켄트 카운티의 그리니치 자치구에 있는 데프트포드 세인트 니콜라스 교구에서 세례를 받았다. 그의 부모는 로버츠 게이츠와 도로테아 게이츠로 기록되어 있다. 그의 어머니 도로테아는 풀햄의 후계자인 존 허복 경의 손녀이자, 존 허복 주니어의 딸이라는 1687년 포도주 상인의 장부에 증거가 남아있다. 그녀는 이전 토마스 리브와 결혼을 했었고, 왕실 세관에서 잘 안착하고 있었다. 그녀는 제2대 리즈 공작 페레그린 오스본의 가정부였으며, 그 당시 사회적 상황으로 볼 때 후원을 받을 수 있는 위치였다.
어머니의 연줄로, 정치가이며 소설가이기도 한 호레이스 월폴이 대모가 되었다. 1745년, 영국군의 중위로 임명되었다. 그는 오스트리아 왕위 계승 전쟁에서는 제20 보병 연대에 참가, 독일에 종군했다. 1750년에는 제45 보병 연대에서 대위로 승진했다. 게이츠는 1754년에 그 위를 매각, 뉴욕 식민지군에서 대위 일자리를 구입했다.

### 7년 전쟁
프렌치 인디언 전쟁에서 미국의 에드워드 브래독 장군 아래에서 종군했다. 1755년, 오하이오 계곡의 장악하려다 무산되었던 브래독 원정대를 따라갔다. 이 병력 중에는 후에 미국 독립 전쟁에서 지도자가 된 토머스 게이지, 찰스 리, 대니얼 모건과 조지 워싱턴이 있었다. 1762년에는 소령으로 진급하여 제45 보병연대에 복귀했다. 게이츠는 이후에도 서인도 제도에 원정에 참가했고, 마르티니크의 점령에 가담했다.
1754년 게이츠는 엘리자베스 필립스와 결혼하여, 1758년에는 외아들 로버트가 태어났다. 영국군에서의 승진은 돈이나 인맥이 필요했기 때문에, 게이츠의 군 경력은 차질을 빚는 경향이 있었다. 그는 1769년에 소령으로 퇴역하고 미국으로 이민하여, 버지니아 식민지 소박한 농장에 들어갔다.

### 미국 독립 전쟁
1775년 5월 늦게 혁명의 정보를 접한 게이츠는 마운트 버논으로 달려가 조지 워싱턴과 종군에 나섰다. 6월, 대륙회의에서 대륙군의 조직화를 시작했다. 워싱턴이 총사령관 직을 받아들일 때, 게이츠를 부관에 임명하도록 추천했다. 6월 17일, 대륙회의는 게이츠를 대륙군 준장과 총무국장에 임명했다. 그래서 게이츠는 미군의 초대 총무국장으로 간주되고 있다.